# میدو لارک لیک (وایومینگ)
میدو لارک لیک (به انگلیسی: Meadow Lark Lake) یک منطقهٔ مسکونی در ایالات متحده آمریکا است که در شهرستان بیگ هورن، وایومینگ واقع شده‌است. میدو لارک لیک ۵۰٫۰ کیلومتر مربع مساحت و ۸ نفر جمعیت دارد و ۲٬۴۹۹ متر بالاتر از سطح دریا واقع شده‌است.